# Selección femenina de baloncesto de Nigeria
La selección femenina de baloncesto de Nigeria es el equipo de baloncesto que representa a Nigeria en las competiciones internacionales organizadas por la Federación Internacional de Baloncesto (FIBA) o el Comité Olímpico Internacional (COI): los Juegos Olímpicos y Campeonato mundial de baloncesto especialmente. Ha conseguido 5 medallas en AfroBasket femenino en 11 participaciones.

## Resultados

### Olimpiadas
- 2004 - 11.º
- 2020 - 11.º
- 2024 - 8.º

### Mundiales
- 2006 - 16
- 2018 - 8.º